# The Paradox Effect
The Paradox Effect è un film d'azione italo-statunitense del 2023 diretto da Scott Weintrob.

## Trama
Karina ha fatto di tutto per cambiare vita. Dopo un passato segnato dall’abuso di droghe, è stata allontanata dalla figlia, Lucy. Da allora, ha lavorato sodo per dimostrare di essere una persona diversa: doppi turni, notti insonni e settimane di preparativi per accoglierla finalmente in visita, sperando di ricostruire il rapporto spezzato.
Ma proprio la notte in cui tutto sembra andare per il meglio, mentre lascia il lavoro, Karina assiste a qualcosa di terribile: uno sparo attutito da un silenziatore, un corpo che sfonda una vetrata... e un uomo in piedi sopra la sua vittima, con una valigetta accanto. I loro sguardi si incrociano. Karina cerca di fuggire, ma viene subito catturata.
L’assassino, un uomo letale e implacabile di nome Covek, non può lasciarla andare: ha visto troppo. La minaccia con una pistola e le ordina di obbedire a ogni suo comando per tutta la notte. Ma Karina scoprirà presto che dietro la freddezza di Covek si cela molto di più: un dolore profondo e un segreto che lo spinge in una caccia senza tregua all’uomo che gli ha portato via qualcosa di prezioso.
A tirare le fila di tutto c’è Silvio, un boss del crimine astuto e spietato, che muove le sue pedine con precisione letale. Attraverso i suoi scagnozzi e le sue manipolazioni, costringe Karina e Covek a intraprendere un viaggio contro il tempo. La scelta è brutale: consegnare ciò che Silvio vuole in cambio della salvezza delle persone che amano, o affrontare una notte di sangue e vendetta.
Prima di poter riabbracciare sua figlia, Karina dovrà affrontare un incubo fatto di criminali, polizia corrotta, il violento spacciatore Marco e il suo inquietante scagnozzo soprannominato "Wiry Teen". Ma soprattutto, dovrà affrontare la parte più oscura di sé stessa: quella che pensava di aver lasciato per sempre alle spalle.

## Distribuzione
Il film è stato proiettato in anteprima il 29 ottobre 2023 ad Alice nella città, ed è stato distribuito in Italia dal 1º agosto 2024.